# Ива Мајоли
Ива Мајоли (рођена 12. августа 1977. у Загребу, СФР Југославија) бивша је хрватска професионална тенисерка. Највећи успех у каријери постигла је 1997. године, освојивши гренд слем турнир Отворено првенство Француске.

## Каријера
Као тринаестогодишњакиња дебитовала је на ИТФ турниру у Малом Лошињу. У каријери је освојила 9 ВТА турнира, 8 појединачно и један у пару. Највећи јој је успех био освајање тениског гренд слем турнира Роланд Гарос у Паризу 1997. године када је у финалу победила Швајцаркињу Мартину Хингис, до тог турнира непоражену у текућој години. Роланд Гарос јој је и био и први велики успех у каријери. 1993. године се са 15 година пробила у 4. коло у којем је изгубила од Штефи Граф са 6:4, 7:6 иако је водила 4:2 у првом и 6:5 у другом сету.
Прво финале остварила је 1994. године у Осаки када је изгубила од Малејеве. Годину после освојила је и свој први турнир. Било је то у Цириху, где је поразила Јану Новотну и Мери Пирс. Исте године осваја и Филдершадт и након тога улази у топ 10 на WTA листи.
Године 1996. освојила је још 2 турнира. Први јој је био у Токију где је савладала прву носитељку Монику Селеш (била је то прва победа над неком играчицом број 1), Мартину Хингис и Аранчу Санчез Викаријо. Исте године освојила је и Есен. Те године наступала је и на Олимпијским играма у Атланти где је испала у четвртфиналу.
Година 1997. јој је била најбоља сезона у каријери. Освојила је Ролан Гарос, као 11. тинејџерка којој је то успело и као најниже постављена носитељица до тада (9). Иако је у финалу победила до тад непоражену Мартину Хингис, најупечатљивије је било четвртфинале у којем је победила представницу САД и 5. носитељицу Линдси Давенпорт. Финале је добила врло уверљиво са 6:4 и 6:2. До краја сезоне освојила је још Хановер и Хамбург.
Године 1998. игра полуфинале у Токију и Линцу. Током сезоне повреда и болест је приморавају да не игра на турнирима, тако да је те године, у августу, испала из Топ 20.
Након што је оперисала десно раме у Мајамију, 2000. године, враћа се тенису. Тада је била рангирана 459. месту и изгубила је заредом 8 турнира у првом колу, да би прву победу остварила након 11 месеци - против Меган Шонеси. Потврду повратка најавила је проласком у полуфинале Мадрида (првог у две године) и финале Куала Лумпура (где је победила 2. носитељицу Јелену Докић, а у финалу изгубила од Нађове). Сезону је завршила као 73. на свету иако је у априлу исте године била 466.
Године 2001. игра сва четири Гренд слема. Освојила је и свој први турнир у паровима (са Разано). Била је близу проласка у 4. коло US Openа, где су је 2 поена делила од победе над првом играчицом света Хингис. До краја године играла је финале Квебека и Линца. Сезону је завршила као 32. играчица што јој је био најбољи пласман након 1999. године.
2002. годину почела је испадањима у првом колу, али као 58. играчица света успева да освоји турнир у Чарлстону, што јој је била прва појединачна титула од Ролан Гароса 1997. године. Том титулом постала је најниже пласирана тенисерка која је освојила један од Top Tier турнира (откад су Tier турнири почели 1980. године). Осим финала Бола до краја године није забележила значајније резултате.
Сезона после тога била је изразито неуспешна.
Са тенисом се престала бавити у новембру 2004. године са разликом победа и пораза у каријери од 316-225.

## Финала гренд слем турнира (1)

### Појединачно (1)

#### Победе (1)
| Година | Турнир                       | Противница у финалу | Резултат |
| 1997   | Отворено првенство Француске | Мартина Хингис      | 6–4, 6–2 |

## Титуле

### Појединачно (8)
| Легенда           |
| Гренд слем (1)    |
| ВТА шампионат (0) |
| Тијер I (3)       |
| Тијер II (4)      |
| Тијер III (0)     |
| Тијер IV и V (0)  |

| Бр. | Датум             | Турнир                       | Место одржавања     | Подлога      | Противница у финалу   | Резултат         |
| 1.  | 8. октобар 1995.  | Цирих опен                   | Цирих, Швајцарска   | Тепих (хала) | Мери Пирс             | 6–4, 6–4         |
| 2.  | 15. октобар 1995. | Велика награда Поршеа        | Филдерштат, Немачка | Тврда (хала) | Габријела Сабатини    | 6–4, 7–6(4)      |
| 3.  | 4. фебруар 1996.  | Отворено првенство Токија    | Токио, Јапан        | Тепих (хала) | Аранча Санчез Викарио | 6–4, 6–1         |
| 4.  | 25. фебруар 1996. | Есен опен                    | Есен, Немачка       | Тепих (хала) | Јана Новотна          | 7–5, 1–6, 7–6(6) |
| 5.  | 23. фебруар 1997. | Хановер опен                 | Хановер, Немачка    | Тепих (хала) | Јана Новотна          | 4–6, 7–6(2), 6–4 |
| 6.  | 4. мај 1997.      | Хамбург опен                 | Хамбург, Немачка    | Шљака        | Руксандра Драгомир    | 6–3, 6–2         |
| 7.  | 8. јун 1997.      | Отворено првенство Француске | Париз, Француска    | Шљака        | Мартина Хингис        | 6–4, 6–2         |
| 8.  | 21. април 2002.   | Куп породичног круга         | Чарлстон, САД       | Шљака        | Пати Шнидер           | 7–6(5), 6–4      |

### Парови (1)
| Бр. | Датум             | Турнир     | Место одржавања  | Подлога | Противница у финалу | Резултат                  |          |
| 1.  | 11. фебруар 2001. | Париз опен | Париз, Француска | Тепих   | Виржини Разано      | Кимберли По Натали Тозија | 6–3, 7–5 |